# Тонка (річка)
Тонка — річка в Україні, у Сумському районі Сумської області. Ліва притока Закобильні (басейн Дніпра). На цій річці знаходиться ставок Бабачина, та інші ставки в Краснопіллі та Хмелівці

## Опис
Довжина річки приблизно 8,2 км.

## Розташування
Бере початок у селі Хмелівка (колишній хутір Хмелівський). Спочатку тече на північний схід, а потім на північний захід через Краснопілля і впадає у річку Закобильню, ліву притоку Сироватки.
Річку перетинає автошлях Р 45.